# Надир
Надир (од арап. نظير / ALA-LC: naẓīr, са значењем „пандан”) тачка је небеске сфере вертикално испод посматрача и то је најнижа тачка на небеској сфери. Надир је у астрономији, геофизици и сродним наукама дефинисан као тачка на небеској сфери која се налази на правцу, у смеру деловања силе Земљине теже на одређеној тачки Земље. На небеској сфери се, на истом правцу, а у супротном смеру смеру деловања Земљине теже налази зенит. 
Ова реч се такође фигуративно користи за означавање ниске тачке, као што је човеков дух, квалитета неке активности или професије, или нпр. као у надиру америчких расних односа.
Надир се такође односи на геометрију гледања орбитирајућег сателита окренутог надоле, као што су они који се користе током даљинске детекције атмосфере, као и када се астронаут окренут ка Земљи док изводи свемирски ход. Надир слика је сателитска слика или ваздушна фотографија Земље направљена вертикално. Сателитска земаљска стаза представља његову орбиту пројектовану на надир на Земљиној површини.
Термин надир се такође може користити за представљање најниже тачке коју је небеско тело достигло током своје привидне орбите око дате тачке посматрања. Ово се може користити за описивање положаја Сунца, али је технички тачно само за једну географску ширину и могуће је само на ниским географским ширинама. Каже се да је сунце на надиру на локацији када је у зениту на антиподу локације, а Сунце је 90 степени испод хоризонта.
Овај термин се генерално у медицини користи за означавање напредовања до најниже тачке клиничког симптома (нпр. обрасци грознице) или лабораторијског броја. У онкологији се термин надир користи да представља најнижи ниво броја крвних зрнаца док је пацијент на хемотерапији. Дијагноза неутропеничног надира након хемотерапије обично траје 7–10 дана.